# The Joneses
The Joneses (conocida en Hispanoamérica como La familia Jones, Amor por contrato y Matrimonio por contrato) es una película de 2009 escrita y dirigida por Derrick Borte y protagonizada por Demi Moore, David Duchovny, Amber Heard y Ben Hollingsworth. Fue estrenada en el Festival de Cine de Toronto el 13 de septiembre de 2009.

## Sinopsis
Los Jones, conformados por Kate, Steve, Mick y Jen, al parecer son una familia típica estadounidense que se muda a los suburbios a llevar una supuesta vida tranquila. Sin embargo, los problemas empezarán cuando se descubra por qué estos personajes se han mudado a los suburbios y sus verdaderas intenciones.

## Reparto
- David Duchovny es Steve Jones
- Demi Moore es Kate Jones
- Amber Heard es Jenn Jones
- Ben Hollingsworth es Mick Jones
- Gary Cole es Larry Symonds
- Glenne Headly es Summer Symonds
- Lauren Hutton es KC
- Chris Williams es Billy
- Christine Evangelista es Naomi Madsen
- Robert Pralgo es Alex Bayner
- Tiffany Morgan es Melanie Bayner

## Recepción
La película ha recibido críticas entre mixtas y positivas. En Rotten Tomatoes cuenta con un 61% de aprobación basado en 103 reseñas, con un puntaje promedio de 6.2 sobre 10.